# 卧生水柏枝
卧生水柏枝（学名：Myricaria rosea），为柽柳科水柏枝属下的一个植物种。